# 王宗鐬
王宗鐬，五代十国时前蜀王族與軍事人物。
王宗鐬是高祖王建的從子，年少時以有智慧勇謀，擔任王建的親校。大順二年（891年）西川之亂，田令孜召王建；王宗鐬和王宗瑤同行。其後陳敬瑄反悔，於是王建攻破鹿頭關，取漢州、德陽，最後攻入成都；王宗鐬在這些戰役中出力居多。武成三年（910年），他受封昌王，領御營使。
永平元年（911年），前蜀軍隊在青泥嶺敗於岐國，退守安遠，王建命王宗鐬支援。他在黃牛川打敗岐軍，擒獲對方將領蘇厚，王建得知大加讚賞王宗鐬，但他不久就病死。